# Girardinia diversifolia
Girardinia diversifolia là loài thực vật có hoa trong họ Tầm ma. Loài này được (Link) Friis mô tả khoa học đầu tiên năm 1981.